# Kirche Thossen

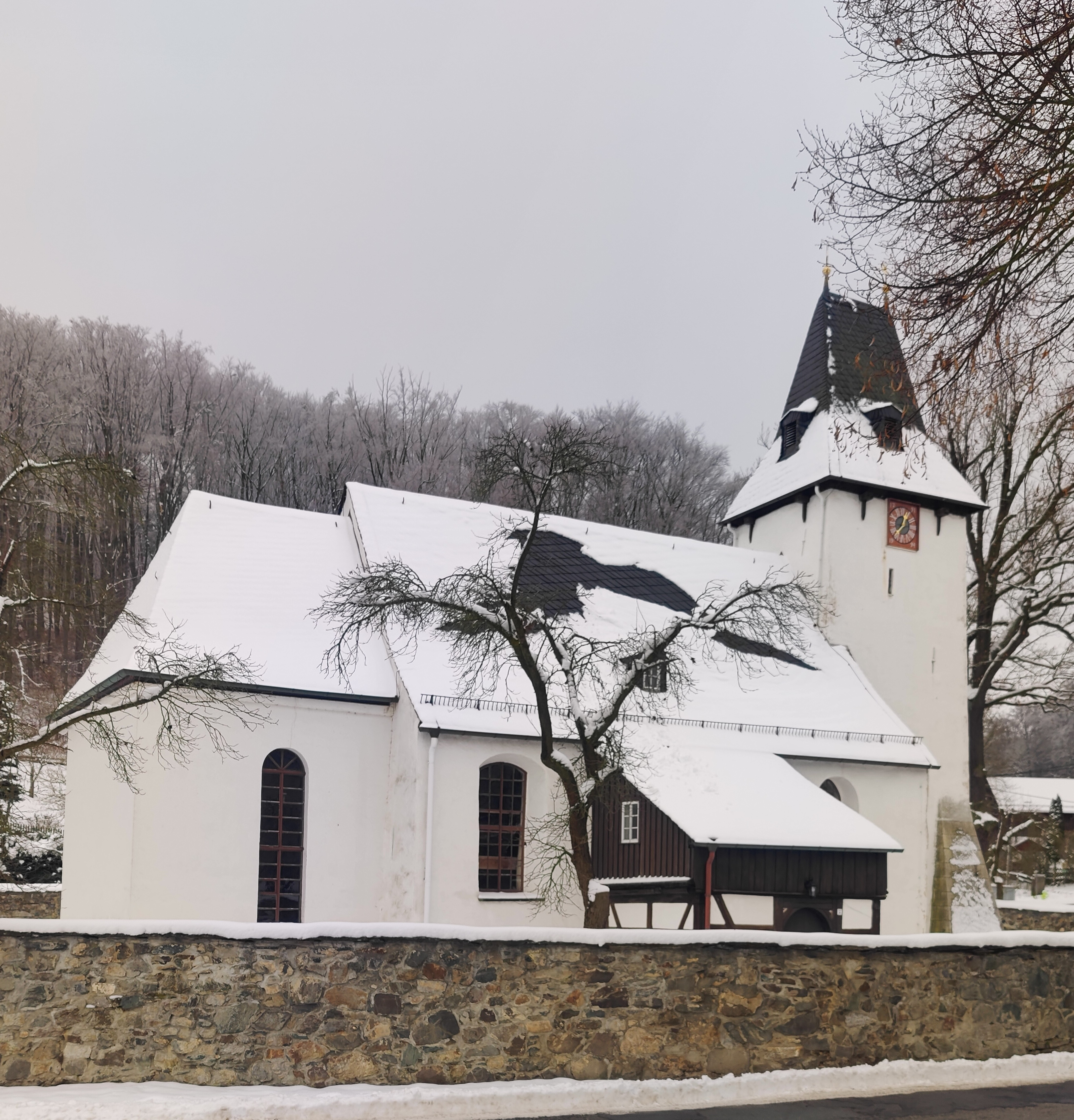
St. Martin Thossen

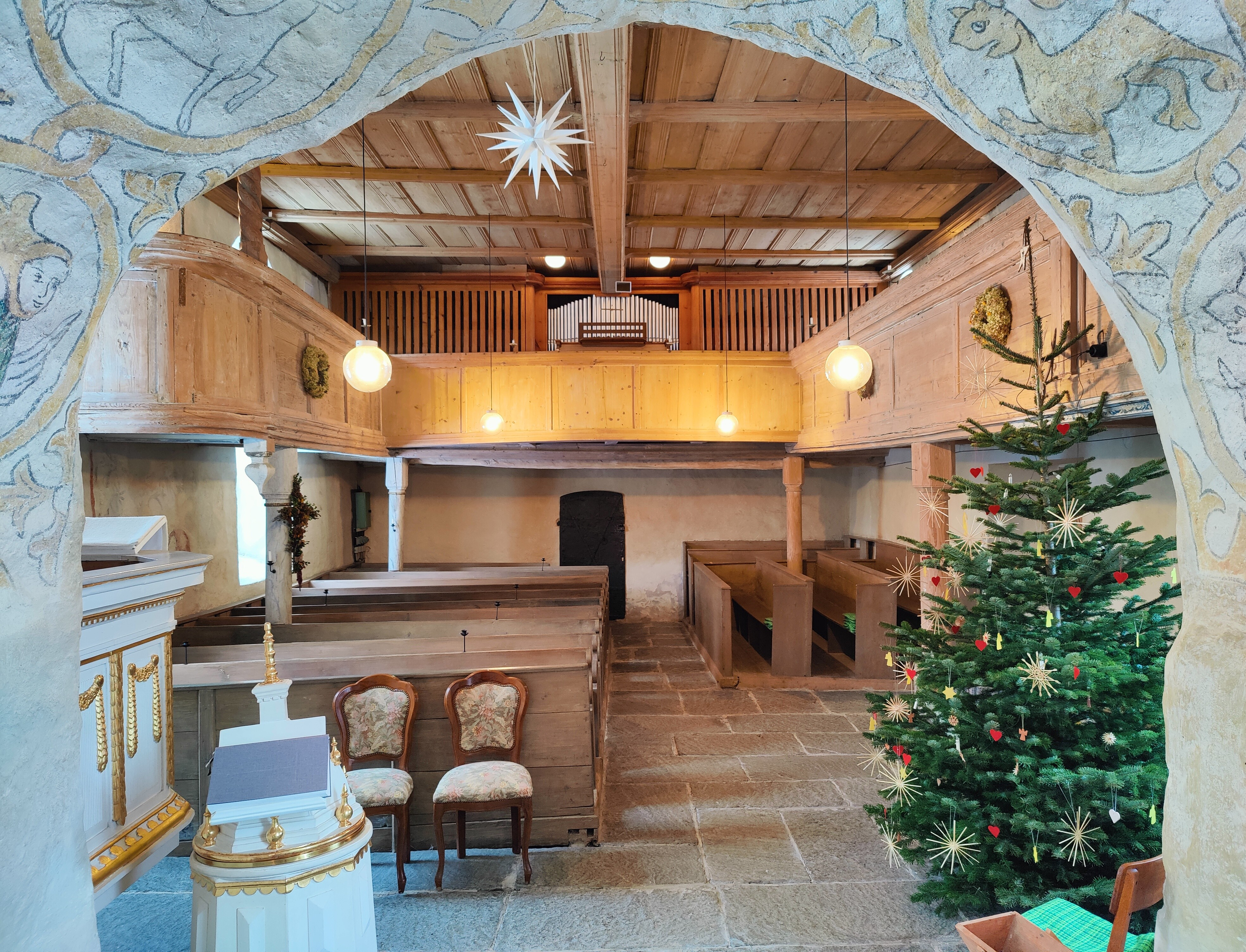
Innenraum, Blick zur Orgel (2023)

Die evangelisch-lutherische Kirche von Thossen liegt in Thossen, einem Ortsteil von Weischlitz im sächsischen Vogtlandkreis.
Die kleine romanische Dorfkirche mit dem Patrozinium heiliger Sankt Martin besteht aus einem gedrungenen Langhaus. Durch einen Rundbogen ist der Chorraum abgeteilt. Am gegenüberliegenden Ende befindet sich der Zugang zum Turm. Der Turm mit seinem Zeltdach ist der älteste Teil der Kirche. Im 18. Jahrhundert gab es Bestrebungen der Superintendentur, ihn als nicht mehr zeitgemäßen Bau abzutragen, was die örtliche Bevölkerung verhinderte. Das Langhaus wird seitlich über einen Vorraum betreten. Die Kirche ist von einer Mauer umgeben, die ursprünglich auch den Dorffriedhof einfasste.
Zu den Besonderheiten der Kirche zählen der Flügelaltar, das Taufbecken von Michael Reinel, die Kanzel und 1954 freigelegte frühe Wandmalereien. Die Orgel wurde 1937 von Ernst Poppe & Sohn als Werk mit 11 Registern auf zwei Manualen und Pedal erbaut. Eine Überholung erfolgte 2004. Die schwere mittelalterliche Kirchentür mit ihren Beschlägen befindet sich heute in Plauen.

## Geläut
Das Geläut besteht aus zwei Bronzeglocken, der Glockenstuhl ist aus Eichenholz gefertigt.
Im Folgenden eine Datenübersicht des Geläutes:
| Nr. | Gussdatum | Gießer                        | Durchmesser | Masse  | Schlagton |
| --- | --------- | ----------------------------- | ----------- | ------ | --------- |
| 1   | 1488      | Glockengießerei Kandellgießer | 730 mm      | 240 kg | d″        |
| 2   | 1622      | Glockengießerei Rosenhart     | 550 mm      | 85 kg  | f″        |